# 奉天府 (越南)
奉天府（越南语：／）是越南後黎朝、西山朝和阮初的行政區劃單位，位於今天河内市。

## 建置沿革
黎圣宗光顺七年（1466年），黎圣宗划分全国为十三承宣，京師東京為中都府。光順十年（1469年），重劃承宣，中都府改為奉天府，下轄廣德縣和永昌縣2縣，主官為府尹。
黎中興朝時期，永昌縣改名為壽昌縣。
西山朝光中二年（1789年），西山朝由于定都富春城，所以在後黎朝舊都設置北城，奉天府直隸北城管轄。寶興元年（1801年），阮福映大軍攻佔富春城，西山朝遷都奉天府，稱為“北京”。次年（1802年），阮福映滅掉西山朝，奉天府仍然直隸北城管轄。
阮朝嘉隆四年（1805年），奉天府改名懷德府。